# 4.º distrito congresional de Utah
El 4.º distrito congresional es un distrito congresional que elige a un Representante para la Cámara de Representantes de los Estados Unidos por el estado de Utah.  Actualmente el distrito está representado por el Demócrata Jim Matheson. El distrito fue creado a partir del censo de los Estados Unidos de 2010 y empezó a funcionar en el 113.º Congreso.

## Geografía
El 4.º distrito congresional se encuentra ubicado en las coordenadas 40°40′N 111°56′O / 40.67, -111.93.